# Воронов, Андрей Петрович
Андрей Петрович Во́ронов (1864—1912) — русский историк, архивист, педагог.

## Биография
Родился в Петрозаводске в семье инспектора Олонецкой губернской мужской гимназии.
В 1882 году окончил Олонецкую губернскую мужскую гимназию.
После окончания в 1886 году историко-филологического факультета Императорского Санкт-Петербургского университета, был оставлен при университете, занимался научной работой по теме «истории монастырей как колонизаторов и насадителей просвещения» на Русском Севере, сдал экзамены на звание магистра русской истории.
В дальнейшем преподавал историю в Первом и Втором кадетском корпусе, а также преподавал архивоведение в Санкт-Петербургском археологическом институте.
Более 50 статей Воронова об Олонецком крае опубликованы в «Энциклопедическом словаре Ф. А. Брокгауза и И. А. Ефрона» и «Русском биографическом словаре».

## Сочинения
- Древний народный обычай // Олонецкие губернские ведомости. 1887. № 95
- Шальский Спасский монастырь // Олонецкие губернские ведомости. 1888. № 92
- Древние надписи на колоколах // Олонецкий сборник: Материалы для истории, географии, статистики и этнографии Олонецкого края. Вып. 3. Петрозаводск, 1894
- Конспекты лекций по архивоведению, читанных в Археологическом институте А. П. Вороновым : [в 2-х частях]. — Санкт-Петербург: Литография Богданова, Ценз. 1896—1897.
- К истории Троицкой Сунорецкой пустыни // Олонецкие губернские ведомости. 1900. № 60
- Архивоведение / А. П. Воронов. — Санкт-Петербург: тип. А. П. Лопухина, 1901. — [4], 51 с.; 23. — (Конспекты лекций, читанных в Санкт-Петербургском археологическом институте)
- О путешествии по Олонецкому краю // Известия ИРГО. 1903. Т. 39
- Письмо в редакцию // Олонецкие губернские ведомости. 1905. № 51
- Нужды Карелии // Известия Архангельского общества изучения Русского Севера. 1913. № 3, № 6